# Ремиссия
Реми́ссия (лат. remissio «уменьшение, ослабление») — период течения хронической болезни, который характеризуется значительным ослаблением (неполная ремиссия) или исчезновением (полная ремиссия) её симптомов (признаков заболевания).
Ремиссии могут возникать вследствие цикличности течения заболевания (например, малярия, биполярное аффективное расстройство, периодическая болезнь); спонтанно (например, при мочекаменной болезни); в результате лечения (например, шизофрении, хронической дизентерии). В зависимости от степени уменьшения субъективных и объективных признаков болезни различают полные и неполные ремиссии. Полные ремиссии в одних случаях (например, при лимфогранулематозе) продолжаются месяцами и годами, в других — нестойкие и быстро сменяются новым обострением (рецидивом) болезни. При полных ремиссиях также сохраняются некоторые признаки заболевания (например, хромосомные нарушения при лейкозах), поэтому во многих случаях продолжают поддерживающую терапию. В других случаях многолетние полные ремиссии трудно отличить от практического выздоровления (например, при остром лимфобластном лейкозе у детей).
Ремиссия может сопровождаться бессимптомным носительством возбудителя заболевания.
По отношению к наркоманам этот термин применяется, когда они уменьшают частоту приёма наркотиков или прекращают их употреблять.